# میتسوبیشی چلنجر

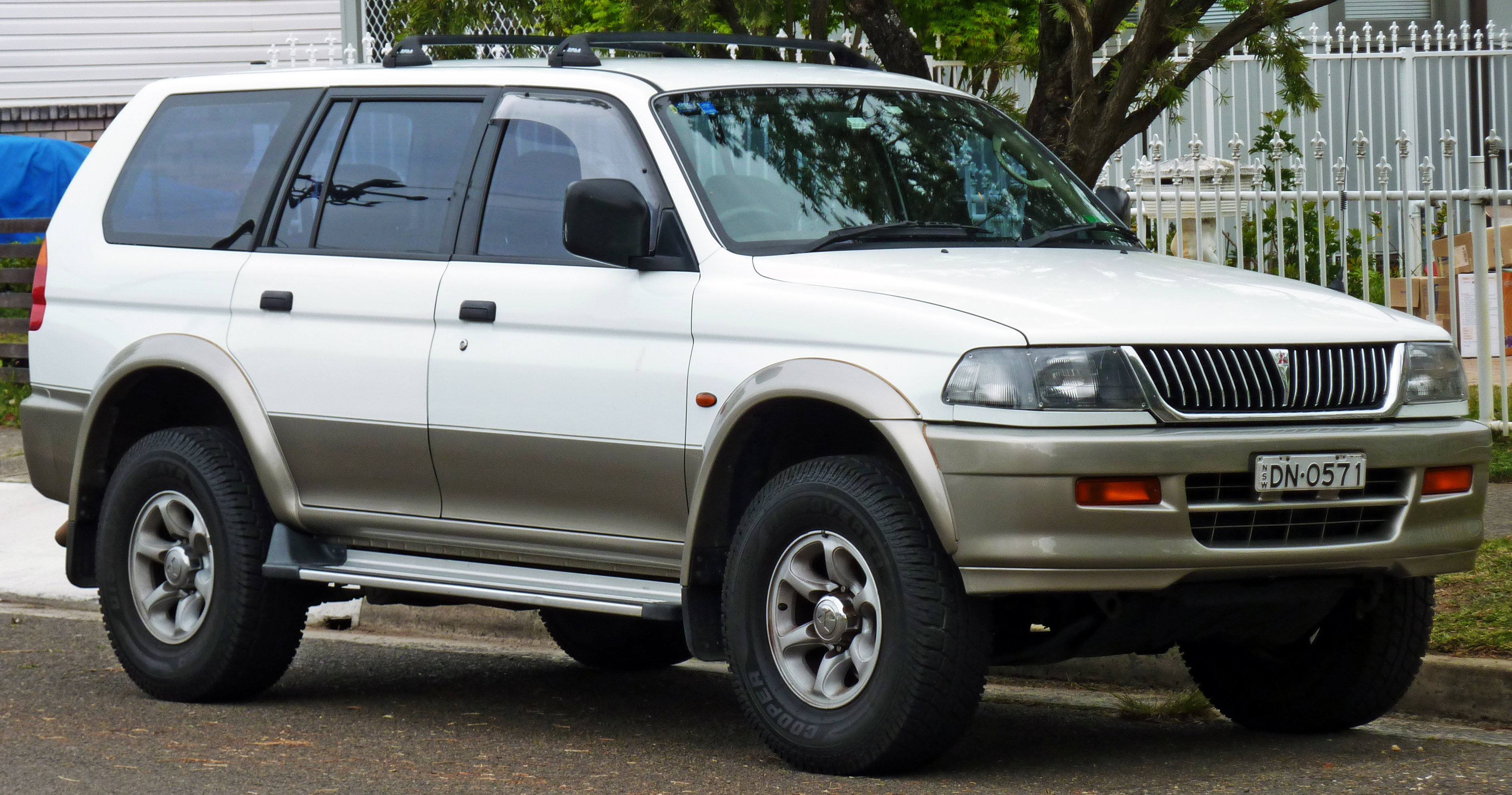

میتسوبیشی چلنجر (Mitsubishi Challenger) خودرویی است که در سال‌های ۱۹۹۶ تا ۲۰۱۶ (Middle East) در اوکازاکی، آیچی، ژاپن، پکن، تمدن چین، کاتالائو و برزیل تولید شده‌است. طراحی آن موتور جلو، توزیع نیروی پیشران و خودرو چهار چرخ محرک بوده است. سیستم جعبه‌دندهٔ آن ۵ دنده به دو صورت خودکار و دستی است. نام دیگر این خودرو میتسوبیشی پاجرو اسپورت است.